# A2LL

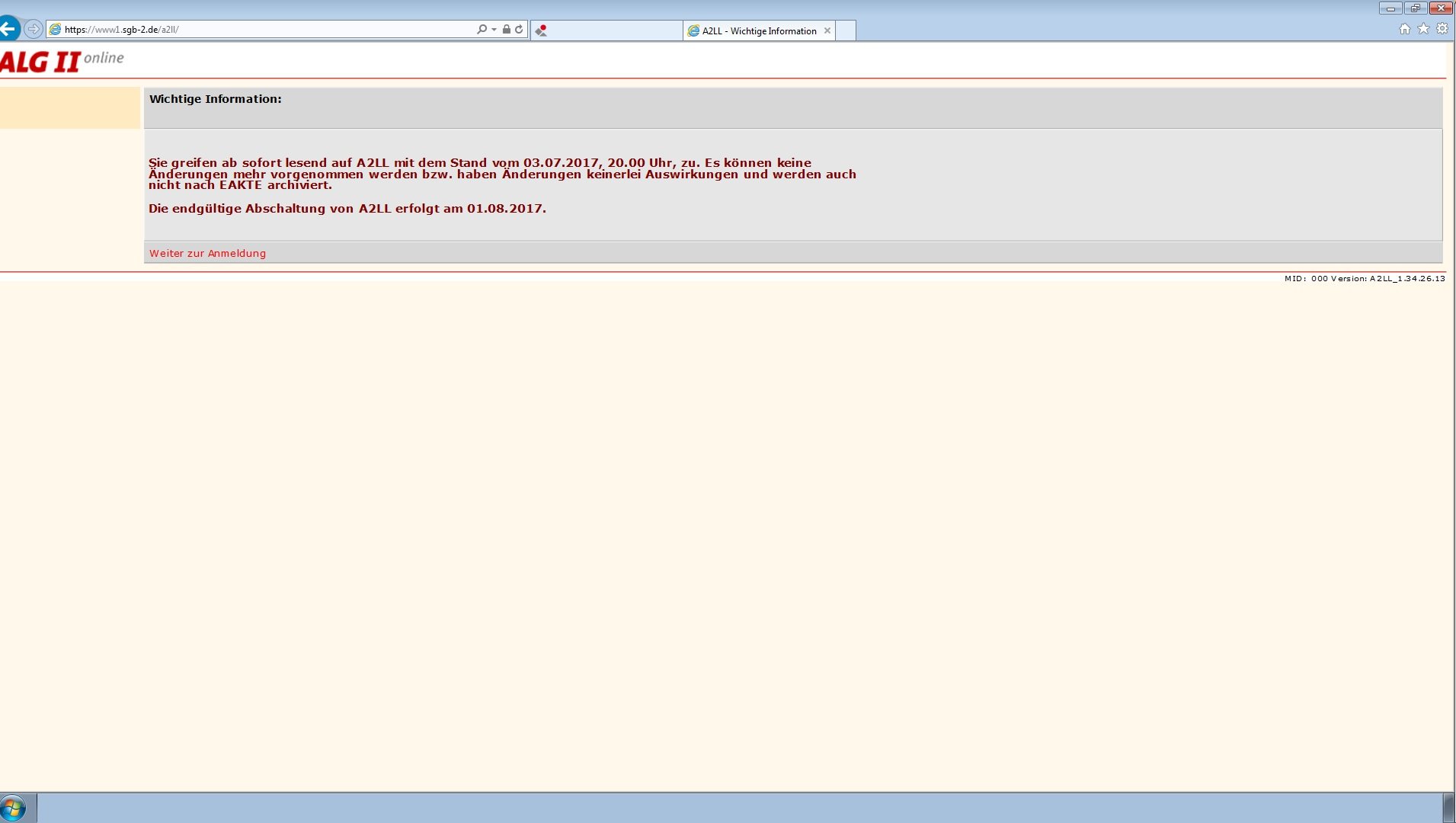
Abschaltung A2LL August 2017

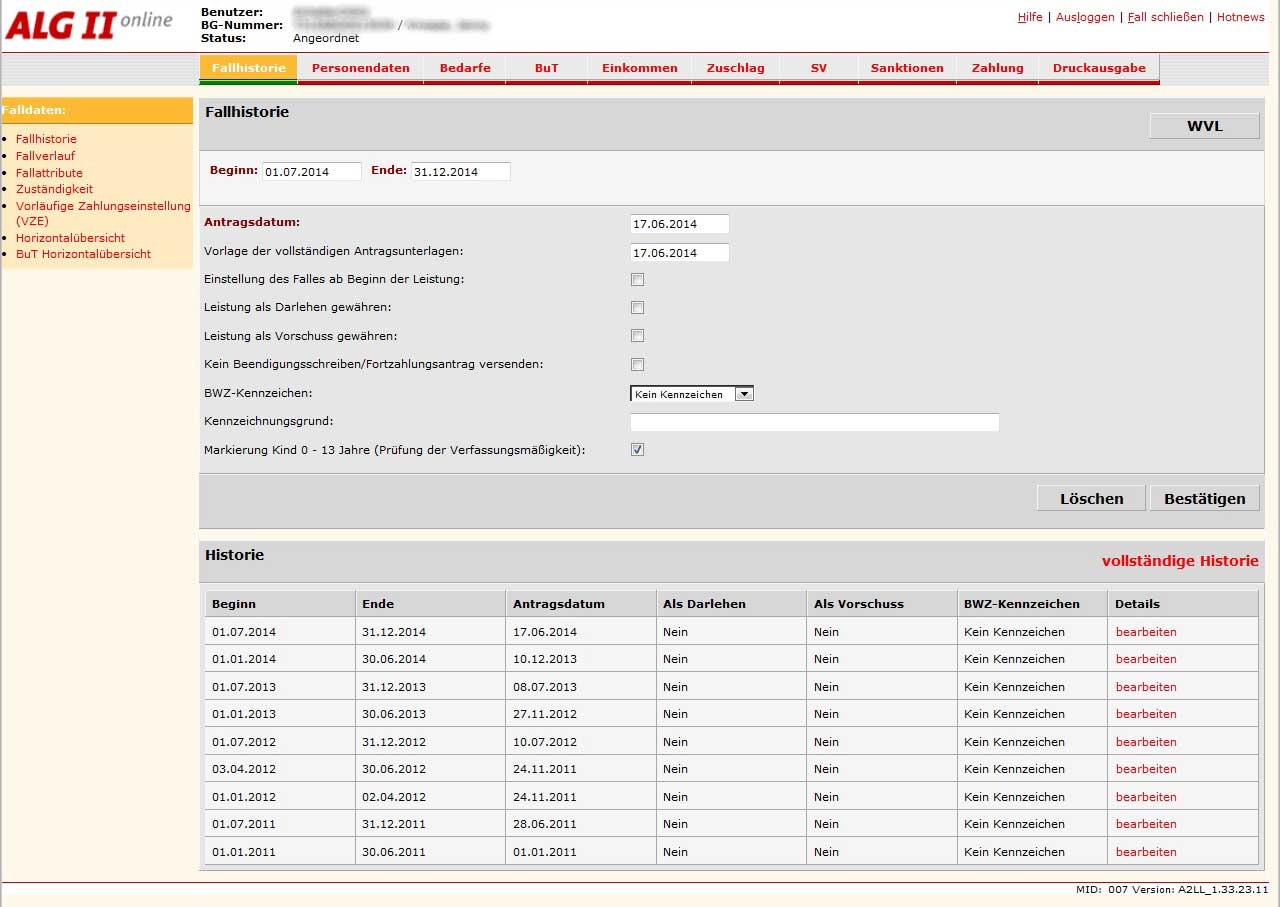
Fallhistorie im SGB II-Verwaltungsprogramm A2LL

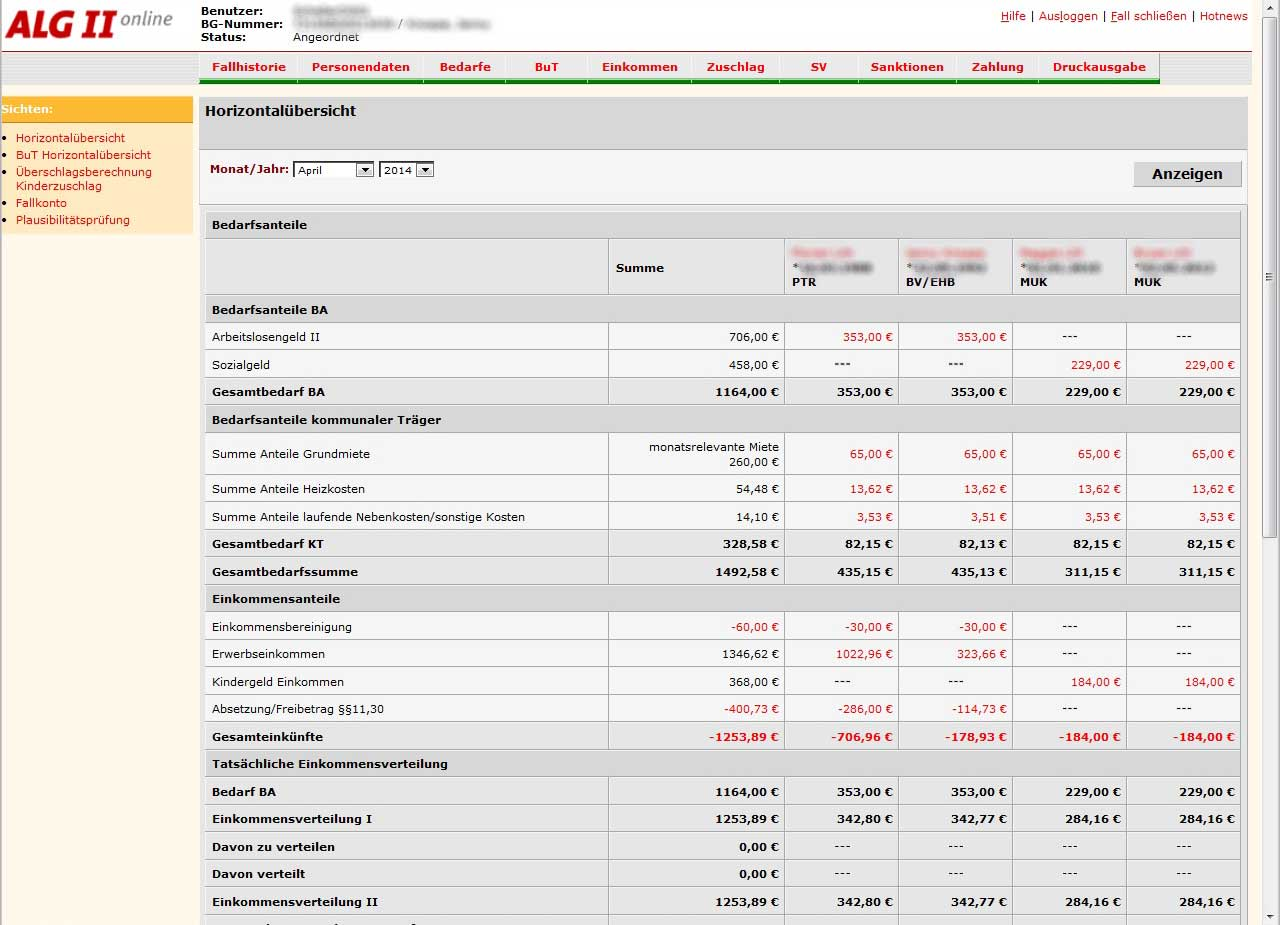
Horizontalübersicht im SGB II-Verwaltungsprogramm A2LL

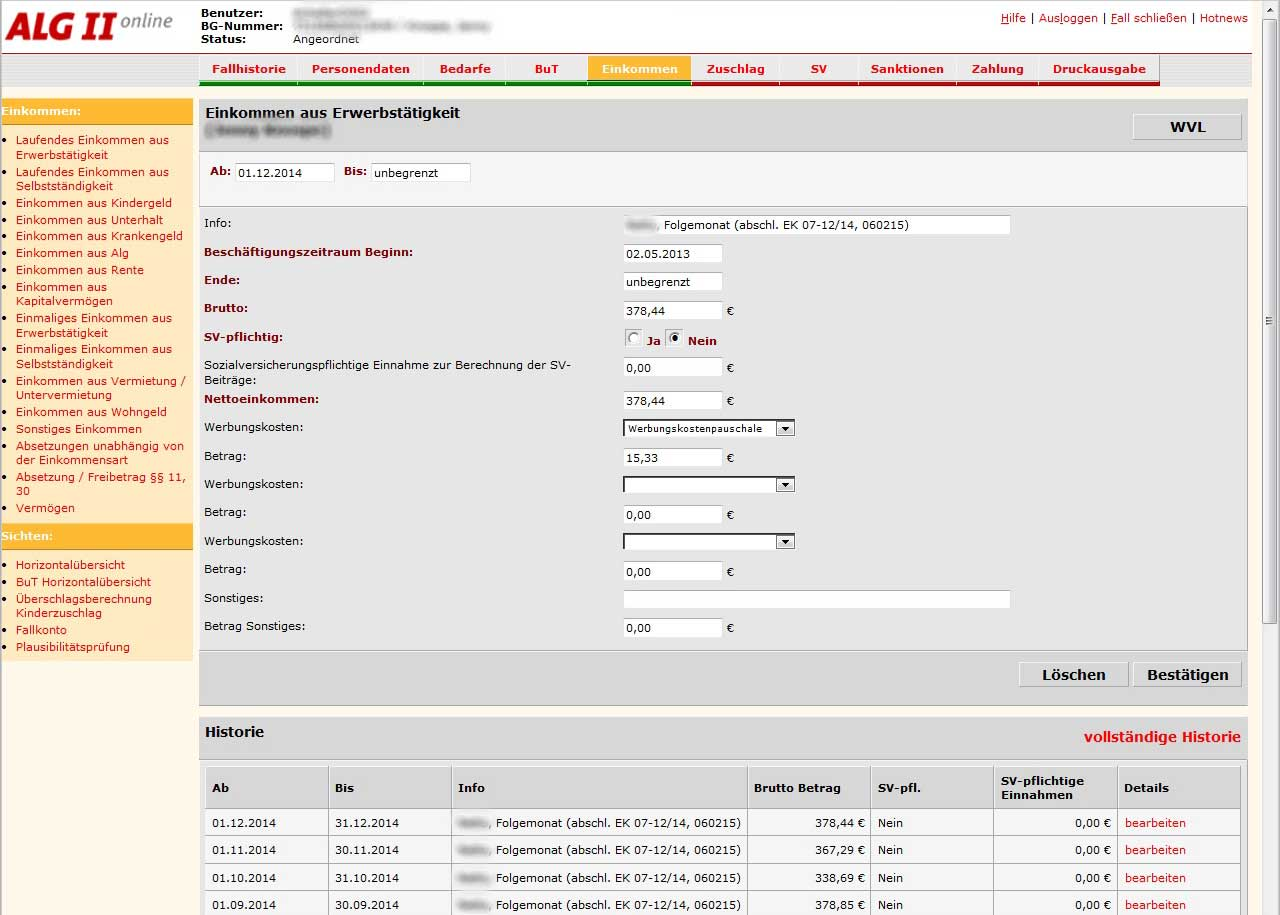
Eingabemaske für Einkommen im SGB II-Verwaltungsprogramm A2LL

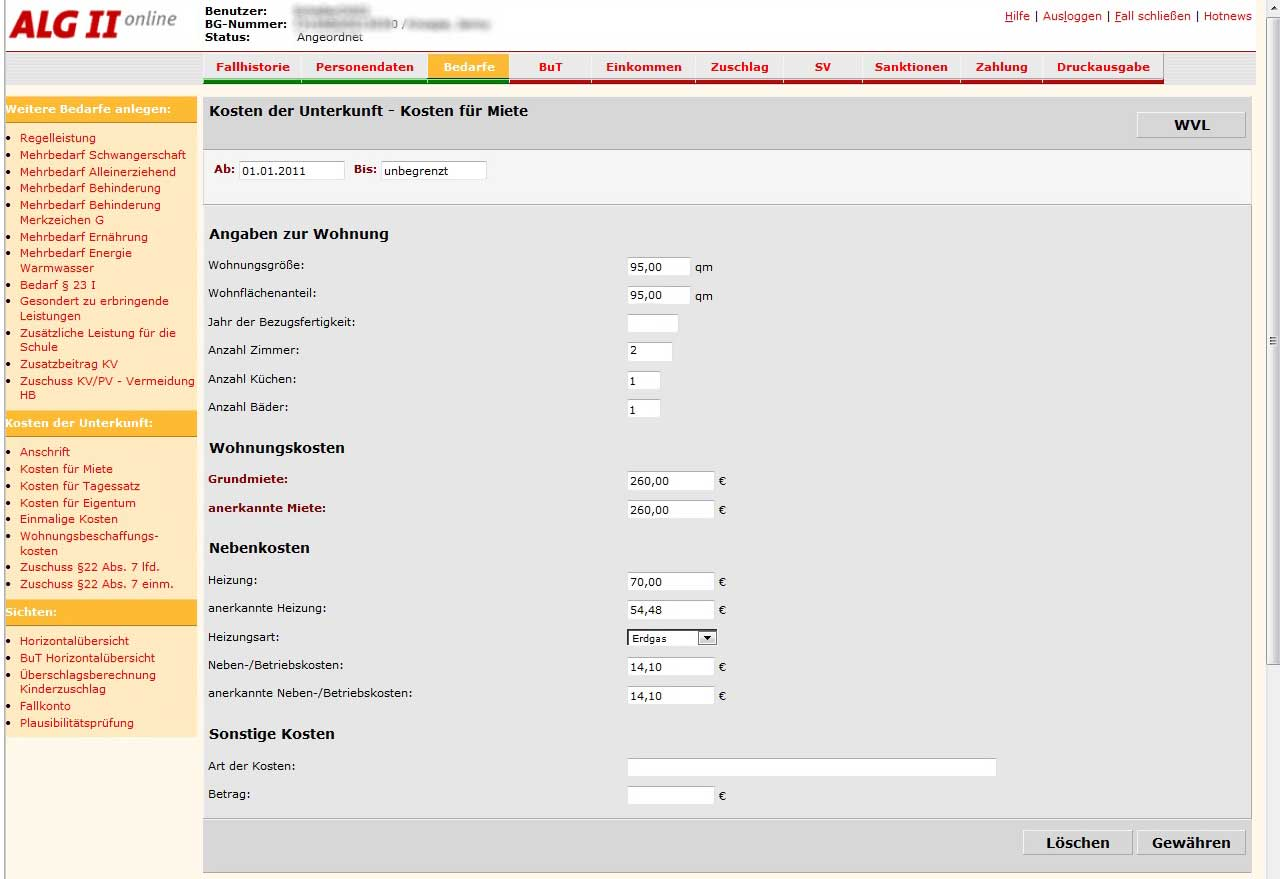
Eingabemaske für die Kosten der Unterkunft im SGB II-Verwaltungsprogramm A2LL

A2LL (Abkürzung für „Arbeitslosengeld II – Leistungen zum Lebensunterhalt“) war eine Webanwendung, die zur Umsetzung der so genannten Hartz-IV-Gesetzgebung für die  Erfassung und Verwaltung von finanziellen Leistungen für Empfänger des Arbeitslosengeldes II entwickelt und bis 30. Juni 2015 eingesetzt wurde. Seit dem 1. Juli 2015 werden laufenden Fälle im Nachfolgeprogramm ALLEGRO verarbeitet. Bis Juni 2017 konnten alte Fälle noch in A2LL bearbeitet werden. Seit August 2017 wurden die Daten in eine elektronische Akte überführt und können seit diesem Zeitpunkt nur noch im Status lesend betrachtet werden. Eine Bearbeitung ist nicht mehr möglich.

## Anwendung
Anwendung fand A2LL in den Jobcentern, die für die Betreuung der Arbeitslosengeld II-Bezieher vor Ort zuständig sind. Die Optionskommunen arbeiten mit anderen, dezentralen Softwarelösungen. A2LL war zu seiner Zeit europaweit eine der größten webgestützten E-Government-Lösungen.

## Entwicklung
A2LL wurde anfangs von den Firmen T-Systems und PROSOZ Herten, Herten erstellt und fortentwickelt. Die Firma PROSOZ Herten war Anfang Mai 2005 aus dem gemeinsamen Projekt ausgestiegen. Seitdem war T-Systems für das Produkt allein verantwortlich. Die Programmierer des Projektes waren zunächst von T-Systems übernommen worden.

## Technik
Auf die Software konnte per Webbrowser zugegriffen werden. Der Zugriff zur Nutzung erfolgte gesichert über das Internet; der Zugriff zur Administration dagegen ausschließlich über das Intranet der Bundesagentur für Arbeit (BA), betreut vom IT-Systemhaus der BA in Nürnberg.
Basis waren 16 Server mit jeweils vier Prozessoren, die unter dem Betriebssystem Linux einen Webserver bilden. Diese bilden das GUI-System mit Tomcat als Servlet-Container. Über das Webservice-Framework der Firma Systinet wurde auf eine Serverfarm von seinerzeit 48 Windows-2003-Servern zugegriffen, auf welchen der von der Firma Prosoz Herten entwickelte Applikationsserver läuft. Der Applikationsserver benutzte Microsofts (D)COM-Technologie. Als Datenbank kam Informix 10 auf einer Solaris-Maschine mit 80 CPUs und circa 300 GB Cache-RAM zum Einsatz.

## Projektverlauf
Seit dem 18. Oktober 2004 stand die Software zuerst deutschen Großstädten (Köln, Hamburg, Frankfurt etc.) zur Verfügung, ab dem 21. Oktober 2004 im Probelauf für alle anderen Städte und Gemeinden. Die Anzahl der Zertifizierungen war zunächst auf ca. 20 Prozent der beantragten Anzahl beschränkt, um das System nicht durch zu hohe Zugriffszahlen zu überlasten. Bis Ende Oktober 2004 wurden dann alle 16.000 Benutzer freigeschaltet. Um eine Überlastung der Software zu verhindern und die rechtzeitige Auszahlung des Arbeitslosengeldes II zu gewährleisten, wurden in der Folge in mehreren großen Städten die eingegangenen Anträge durch die Mitarbeiter der Arbeitsagenturen in verschiedenen Schichten bearbeitet. Zum 23. Dezember 2004 waren 2,6 Mio. Bedarfsgemeinschaften in A2LL erfasst und ca. 1,3 Milliarden Euro an Hilfeleistungszahlungen für Januar 2005 in das Buchungssystem FINAS der Bundesagentur verbucht.
A2LL wies von Anfang an zahlreiche Fehler auf, die nur mit einem erheblichen Mehraufwand seitens der Jobcenter bearbeitet bzw. umgangen werden konnten. So fiel beim Start auf, dass Kontonummern von der falschen Seite her aufgefüllt wurden (Nummern wie 1234567 wurden zu 1234567000 statt 0001234567). Zahlungen auf solche Kontonummern blieben, da keinen Kunden zuordenbar, bei den Banken und Sparkassen auf sogenannten Scherbenkonten liegen. Banken mussten aufgrund der Menge der fehlerhaften Überweisungen Krisenstäbe bilden. Dieser Fehler wurde nicht von A2LL, sondern von einem nachgelagerten System verursacht. Er wird jedoch als Indiz für die Fehleranfälligkeit der zentralen Systemarchitektur bestehend aus zahlreichen, gekoppelten IT-Systemen bei der BA bewertet.
Zum Teil stieg man bei der Bundesagentur auf den Versand von Barschecks um. Dabei stellte sich dann heraus, dass die Software überlange Straßennamen kürzte – was dazu führte, dass Schecks zum Teil nicht zugestellt werden konnten.
Ende April 2005 geriet das Hertener Softwarehaus PROSOZ Herten (im Eigentum der Stadt Herten) in Schwierigkeiten und stand am Rande der Insolvenz. PROSOZ Herten war als Subunternehmer von T-Systems mit der Entwicklung von A2LL-Modulen betraut. Durch die Verzögerungen bei der Fertigstellung von A2LL war PROSOZ Herten finanziell und personell völlig überlastet. T-Systems finanzierte den Subunternehmer. Nachdem PROSOZ Herten aus dem Projekt ausstieg, übernahm T-Systems zeitweise die beteiligten Experten von PROSOZ Herten.
Nach über sechs Monaten Echtbetrieb in den Arbeitsgemeinschaften SGB II, die für die Bewilligung der Leistungen nach SGB II zuständig sind, waren im Juni 2005 wesentliche Funktionen der Software noch nicht verfügbar. Es konnten zum damaligen Zeitpunkt zum Beispiel überzahlte Leistungen nicht direkt im Programm verrechnet werden und die einzelnen Sachbearbeiter waren gezwungen, zur korrekten Abwicklung eines Leistungsfalles komplexe „Umgehungslösungen“ zu verwenden. Auch die Erstellung von Dokumenten ist sehr starr und kann nicht ausreichend den individuellen Bedürfnissen angepasst werden.
Ende Juli 2005 wurde bekannt, dass die A2LL-Software Probleme mit Einmalzahlungen hat. Wenige Tage später wurde bekannt, dass die Software Anmeldungen, Abmeldungen und Veränderungsmitteilungen zur Krankenversicherung aus unbekannten Gründen storniert hat. Anfang September 2005 wurde des Weiteren durch Presseberichte bekannt, dass die Software seit ihrem Start 25 Millionen Euro pro Monat zu viel an die Krankenkassen überwiesen hat, da die A2LL-Software den zwischenzeitlich gesunkenen durchschnittlichen Beitragssatz in der Krankenversicherung nicht berücksichtigt hat. Den Krankenkassen entstanden durch die beiden letztgenannten Probleme erhebliche Verwaltungsmehraufwendungen. Stimmen in der Bundesagentur wurden laut, nach denen die Software als „nicht mehr wartungs- und entwicklungsfähig“ eingestuft worden sei. Im Februar 2006 wurde eine Meldung veröffentlicht, aus der mit Verweis auf eine Bundestagsdrucksache deutlich wird, dass kurzfristige gesetzliche Änderungen in A2LL nicht eingepflegt werden können. Dies nahmen verschiedene Hersteller von Standardlösungen, die zu A2LL vergleichbar sind und dezentral eingesetzt werden (bspw. Lämmerzahl GmbH mit der Stadt München u. a. als Referenzkunden), zum Anlass und erklärten, dass mit ihren Produkten (welche in den Optionskommunen im Einsatz sind) Gesetzesänderungen innerhalb von Wochen umgesetzt werden könnten. Vertreter von CDU/CSU seien laut Presseberichten inzwischen auch nicht mehr bereit, kurzentschlossene Gesetzesänderungen vom Funktionieren von A2LL abhängig zu machen. Auch die Bundesregierung erklärte, dass der Einsatz von alternativen Software-Lösungen erwogen werden müsste. Jedoch räumte die Bundesregierung ein, dass auch bei diesen noch Schwachstellen bestehen würden. Später hat die Bundesregierung weitere Berechnungsfehler der Arbeitslosengeld-II-Software A2LL eingeräumt. So wurde die Berechnung des Zuschlags gestört, den Grundsicherungsempfänger unter bestimmten Voraussetzungen bis 2010 beziehen konnten, die innerhalb der vorhergegangenen zwei Jahre Arbeitslosengeld I bezogen hatten.
Die Behebung der zu diesem Zeitpunkt schwerwiegendsten Fehler war bis Januar 2008, aller weiteren Fehler bis Juni 2008 geplant. Bis zur Behebung sämtlicher Fehler im IT-Verfahren A2LL standen den Anwendern in den Arbeitsgemeinschaften von Arbeitsagentur und Kommunen „fehlerfreie Umgehungslösungen in Form einer Berechnungshilfe“ zur Verfügung. Es handelt sich dabei um eine Berechnungshilfe in Form einer Microsoft-Excel-Tabelle.
Im März 2008 wurde angekündigt, dass A2LL durch eine Eigenentwicklung namens „ALLEGRO“ ersetzt wird. Mit der Fertigstellung wurde ursprünglich 2012, mit dem Einsatz im „Realbetrieb“ 2013 gerechnet. Die Flächenumstellung erfolgte dann ab 18. August 2014 und wurde zum 30. Juni 2015 abgeschlossen. Bis Juni 2017 konnte in dem Programm noch an bereits erfassten Fallzeiträumen gearbeitet werden, ab Juli 2017 stehen die erfassten Daten aber weiterhin als Archivmaterial in einem gesonderten Teil der elektronischen Akte („E-Akte“) zur Verfügung. Das System A2LL selbst ist nicht mehr aufrufbar.